# Slow Hands (canção de Niall Horan)
"Slow Hands" é uma canção do cantor irlandês Niall Horan, gravada para o seu álbum de estreia Flicker. Foi composta pelo próprio intérprete, com o auxílio de Alexander Izquierdo, John Ryan, Ruth Anne Cunningham, Tobias Jesso Jr. e Julian Bunetta, sendo produzida por Benny Blanco. O seu lançamento ocorreu em 4 de maio de 2017, através da Capitol Records, servindo como o segundo single do disco.

## Faixas e formatos
| Download digital |              |         |  |
| N.º              | Título       | Duração |  |
| 1.               | "Slow Hands" | 3:07    |  |

## Desempenho nas tabelas musicais
| Tabela musical (2017)                                  | Melhor posição |
| ------------------------------------------------------ | -------------- |
| Alemanha (Media Control Charts)                        | 72             |
| Austrália (ARIA Charts)                                | 2              |
| Áustria (Ö3 Austria Top 40)                            | 26             |
| Bélgica (Ultratop 50 de Flandres)                      | 29             |
| Bélgica (Ultratop 40 da Valônia)                       | 33             |
| Canadá (Canadian Hot 100)                              | 8              |
| Dinamarca (Tracklisten)                                | 36             |
| Escócia (The Official Charts Company)                  | 5              |
| Eslováquia (IFPI Slovenská Republika)                  | 28             |
| Espanha (Productores de Música de España)              | 37             |
| Estados Unidos (Billboard Hot 100)                     | 11             |
| Estados Unidos (Pop Songs)                             | 1              |
| Estados Unidos (Adult Pop Songs)                       | 1              |
| Estados Unidos (Adult Contemporary)                    | 16             |
| Estados Unidos (Hot Dance Club Songs)                  | 1              |
| Filipinas (Philippine Hot 100)                         | 32             |
| Finlândia (IFPI Finlândia)                             | 5              |
| França (Syndicat National de l'Édition Phonographique) | 66             |
| Hungria (Magyar Hanglemezkiadók Szövetsége)            | 26             |
| Irlanda (Irish Recorded Music Association)             | 3              |
| Itália (Federazione Industria Musicale Italiana)       | 81             |
| Japão (Japan Hot 100)                                  | 80             |
| Malásia (Recording Industry Association of Malaysia)   | 19             |
| México (Mexico Inglés Airplay)                         | 6              |
| Nova Zelândia (NZ Top 40 Singles)                      | 8              |
| Países Baixos (MegaCharts)                             | 36             |
| Reino Unido (UK Singles Chart)                         | 7              |
| Portugal (Associação Fonográfica Portuguesa)           | 51             |
| Chéquia (IFPI Česká Republika)                         | 25             |
| Suécia (Sverigetopplistan)                             | 40             |
| Suíça (Schweizer Hitparade)                            | 40             |
| União Europeia (Euro Digital Songs)                    | 4              |

| País (Empresa)             | Certificação |
| -------------------------- | ------------ |
| Austrália (ARIA)           | 3× Platina   |
| Bélgica (BEA)              | Ouro         |
| Canadá (Music Canada)      | 2× Platina   |
| Dinamarca (IFPI Dinamarca) | Ouro         |
| Estados Unidos (RIAA)      | Platina      |
| Itália (FIMI)              | Ouro         |
| Nova Zelândia (RMNZ)       | Platina      |
| Reino Unido (BPI)          | Ouro         |
| Suécia (GLF)               | Ouro         |

## Histórico de lançamento
| País           | Data               | Formato           | Gravadora  |
| -------------- | ------------------ | ----------------- | ---------- |
| Estados Unidos | 9 de maio de 2017  | Rádios mainstream | Capitol    |
| Reino Unido    | 12 de maio de 2017 | Rádios mainstream | Virgin EMI |
| Itália         | 12 de maio de 2017 | Rádios mainstream | Universal  |